# Quận Bottineau, North Dakota
Quận Bottineau là một quận nằm ở tiểu bang North Dakota. Tại thời điểm năm 2000, quận có dân số là 7,149 người. Quận lỵ đóng ở Bottineau.6

## Địa lý
Theo Cục điều tra dân số Hoa Kỳ, quận có tổng diện tích 1,698 dặm Anh vuông (4,397 km²), trong đó, 1,669 dặm Anh vuông (4,322 km²) là diện tích đất và 29 dặm Anh vuông (76 km²) trong tổng diện tích (1,72%) là diện tích mặt nước.

### Các thị trấn
| - Amity - Antler - Bentinck - Blaine - Brander - Cecil - Chatfield - Cordelia - Cut Bank - Dalen - Eidsvold - Elms - Elysian - Haram - Hastings | - Hoffman - Homen - Kane - Lansford - Lewis - Lordsburg - Mount Rose - Newborg - Oak Creek - Oak Valley - Ostby - Peabody - Pickering - Renville - Richburg | - Roland - Scandia - Scotia - Sergius - Sherman - Starbuck - Stone Creek - Tacoma - Wayne - Wellington - Wheaton - Whitby - Whitteron - Willow Vale |

### Quận giáp ranh
- Argyle No. 1, Saskatchewan (bắc)
- Municipality of Two Borders, Manitoba (bắc)
- Municipality of Brenda-Waskada, Manitoba (bắc)
- Municipality of Deloraine-Winchester, Manitoba (bắc)
- Municipality of Boissevain-Morton, Manitoba (bắc)
- Quận Rolette (đông)
- Quận Pierce (đông nam)
- Quận McHenry (nam)
- Quận Renville (tây)

### Các xa lộ chính
- U.S. Highway 83
- North Dakota Highway 5
- North Dakota Highway 14
- North Dakota Highway 43
- North Dakota Highway 60
- North Dakota Highway 256

### Các khu bảo tồn quốc gia
- J. Clark Salyer National Wildlife Refuge (một phần)
- Lords Lake National Wildlife Refuge (một phần)

## Thông tin nhân khẩu
Theo cuộc điều tra dân số2 tiến hành năm 2000, quận này có dân số 7.149 người, 2.962 hộ, và 1.954 gia đình sinh sống trong quận này. Mật độ dân số là 4 người trên mỗi dặm Anh vuông (2/km²). Đã có 4.409 đơn vị nhà ở với một mật độ bình quân là 3 trên mỗi dặm Anh vuông (1/km²). Cơ cấu chủng tộc của dân cư sinh sống tại quận này gồm 97,22% người da trắng, 0,22% người da đen hoặc người Mỹ gốc Phi, 1,45% người thổ dân châu Mỹ, 0,18% người gốc châu Á, 0,01% người các đảo Thái Bình Dương, 0,11% từ các chủng tộc khác, và 0,80% từ hai hay nhiều chủng tộc. 0,49% dân số là người Hispanic hoặc người Latin thuộc bất cứ chủng tộc nào. 44,4% were of người Na Uy, 25,2% người Đức và 5,4% người Pháp theo kết quả điều tra dân số năm 2000.
Có 2,962 hộ trong đó có 27,30% có con cái dưới tuổi 18 sống chung với họ, 58,70% là những cặp kết hôn sinh sống với nhau, 4,30% có một chủ hộ là nữ không có chồng sống cùng, và 34,00% là không gia đình. 31,50% trong tất cả các hộ gồm các cá nhân và 16,40% có người sinh sống một mình và có độ tuổi 65 tuổi hay già hơn. Quy mô trung bình của hộ là 2,30 còn quy mô trung bình của gia đình là 2,90,
Phân bố độ tuổi của cư dân sinh sống trong huyện là 22,20% dưới độ tuổi 18, 8,00% từ 18 đến 24, 22,30% từ 25 đến 44, 26,20% từ 45 đến 64, và 21,30% người có độ tuổi 65 tuổi hay già hơn. Độ tuổi trung bình là 43 tuổi. Cứ mỗi 100 nữ giới thì có 101,40 nam giới. Cứ mỗi 100 nữ giới có độ tuổi 18 và lớn hơn thì, có 99,20 nam giới.
Thu nhập bình quân của một hộ ở quận này là 29.853 USD, và thu nhập bình quân của một gia đình ở quận này là $37,701, Nam giới có thu nhập bình quân 26.728 USD so với mức thu nhập 18.948 USD đối với nữ giới. Thu nhập bình quân đầu người của quận là 16.227 đô la Mỹ, Khoảng 7,50% gia đình và 10,70% dân số sống dưới ngưỡng nghèo, bao gồm 11,70% những người có độ tuổi 18 và 11,10% là những người 65 tuổi hoặc già hơn.

## Các đơn vị dân cư

### Các thành phố
- Antler
- Bottineau
- Gardena
- Kramer
- Landa
- Lansford
- Maxbass
- Newburg
- Overly
- Souris
- Westhope
- Willow City